# (385571) Otrera
(385571) Otrera ali 2004 UP 10 je Neptunov trojanec v Lagrangeevi točki L4 (to pomeni, da je za okoli 60° pred Neptunom)

## Odkritje
Odkrila sta ga Scott S. Sheppard and Chadwick A. Trujillo 16. oktobra 2004. Opazovala sta ga na Observatoriju Las Campanas (Čile) in na Observatoriju Mauna Kea (Havaji). 

Asteroid še nima uradnega imena.

## Lastnosti
Asteroid  2004 UP 10 ima okoli 42 km, njegova tirnica pa je nagnjena proti ekliptiki 1,4